# Adolfo Gabriel de Urquijo e Ybarra
Adolfo Gabriel de Urquijo e Ybarra (Bilbao, 21 de julio de 1866-3 de abril de 1933), primer conde de Urquijo, fue una personalidad vizcaína.

## Biografía

### Origen y entorno familiar
Adolfo Gabriel Urquijo e Ybarra fue  hijo de Nicasio Adolfo Urquijo Goicoechea (1839-1895) y de María del Rosario Ybarra Arámbarri (1846-1875), ambos de Bilbao. Sus abuelos paternos fueron Serapio Dionisio Urquijo (1809-1882) y Luisa de Goicoechea (1816-1847), ambos también naturales de Bilbao; sus abuelos maternos Gabriel María Ybarra y Rosario Arámbarri, él natural de Bilbao y ella natural de la caribeña isla de San Thomás. Serapio Dionisio Urquijo fue escribano real, notario público, hombre de leyes, y secretario honorífico del Ayuntamiento de Bilbao (1836-1862). Su abuelo materno, Gabriel María de Ybarra, fue regidor de la villa de Bilbao, juez de paz, presidente de la junta de agricultura y comercio en 1857, prior del tribunal de comercio en 1865 y diputado general de Vizcaya en 1865. Su padre Nicasio Adolfo Urquijo Goicoechea, nació en Bilbao el 14 de diciembre de 1839, se casó en 1865 con María del Rosario Felisa Ybarra Arámbarrí y diez años más tarde, en 1875, enviudó. Fue decano del Colegio de Abogados de Bilbao, magistrado suplente de la Audiencia y regidor del Ayuntamiento de Bilbao. Fue elegido diputado por Bilbao en las elecciones legislativas del 5 de marzo de 1893 como católico independiente fuerista y dos años más tarde falleció, el 29 de marzo de 1895. A la muerte de María del Rosario Ybarra quedaron sus hijos al cargo de los tíos maternos Rafaela Ybarra y José de Vilallonga, con los que vivieron junto o sus tíos y primos en “la Cava”, finca situada en el barrio bilbaíno de Deusto. Algunos de los hermanos de Adolfo Gabriel de Urquijo e Ybarra tuvieron, al igual que él, un papel relevante en los distintos ámbitos de la sociedad de la época. Luisa María del Rosario Práxedes Urquijo Ybarra fue superiora general de la congregación de los Ángeles Custodios. Julio de Urquijo Ybarra fue intelectual con una destacada labor desarrollada en el ámbito de la cultura y la difusión de la lengua vasca. José María Urquijo Ybarra fue otro de los personajes más importantes de la época, se dedicó a la abogacía y a la política. En 1901 fundó el diario católico, La Gaceta del Norte. Adolfo Gabriel de Urquijo se casó con María Martínez de las Rivas y Tracy, la hija mayor de José Martínez de los Rivas, sobrino carnal de Francisco Martínez de las Rivas (marqués de Mudela) y no tuvieron hijos.

### Parlamentario en Madrid
Tal como  dice el DBPV, su padre Nicasio, resultó elegido diputado por Bilbao en las elecciones legislativas de 1893, como católico independiente fuerista y dos años más tarde falleció.  Al igual que su padre, Adolfo Gabriel de Urquijo e Ybarra se presentó a las elecciones a Cortes por el nuevo distrito de Baracaldo, el nuevo distrito creado fruto de un acuerdo entre Víctor Chávarri y José Martínez Rivas para no disputarse entre sí las elecciones. De forma que se dejó el distrito de Balmaseda para el hermano de Chávarri (Benigno) y el de Baracaldo para Adolfo de Urquijo, el yerno de Martínez Rivas. La elección de Urquijo en 1896 fue en el seno de una candidatura conservadora vinculada con los que, al año siguiente, integrarán “la Piña” de Víctor Chávarri. Su victoria fue aplastante, con el 97,2 % de los votos, sobre Pablo Iglesias que sólo cosechó 111 adhesiones. Adolfo Gabriel era entonces directivo de la naviera Astilleros del Nervión, empresa que estaba atravesando serios problemas, lo que provocó su primer cierre en 1896 y el hecho de ser elegido diputado a Cortes fue un espaldarazo para que defendiera en el Parlamento los intereses de la empresa de su suegro José Martínez Rivas, cuando el 23 de junio de aquel año se debatía en el Congreso la adquisición de buques para la armada. Mientras el Ministerio de la Marina sostuvo la conveniencia de comprar los buques a una casa de Génova, Urquijo tomó lo palabra y defendió la idea de utilizar ese dinero para encargar los buques a empresas españolas para, así, defender los intereses de la nación. Dos años más tarde, Adolfo Gabriel se presentó nuevamente a las elecciones a Cortes de 1898, encuadrado ya en la Unión Liberal, contra su tío Ramón Ybarra Arregui. Las elecciones fueron ganadas por éste gracias a 3897 votos, por 3072 de su sobrino. A pesar de los numerosos actos de corrupción protagonizados por la Unión Liberal, las elecciones se las ganó Ramón Ybarra encuadrado en una candidatura católica independiente, pero lo que fue determinante en el resultado fueron las gestiones realizadas por Ramón Bergé Guardamino. La elección de Ramón Ybarra dejó muy seriamente dañadas las relaciones de éste con José Vilallonga Gipuló, quien quería a Adolfo Gabriel como si fuera su propio hijo.

### Diputado provincial y presidente de la Diputación
En 1905 se presentó a las elecciones a la Diputación vizcaína, a petición de Benigno Chávarri. La renovación del Concierto económico estaba próxima y las elecciones se enfocaron con el fin de poner en la Diputación a personas con influencias para así poder llevarla a cabo con éxito. Se pensó en Adolfo Gabriel de Urquijo debido a que era una de esas personalidades que tenían buenas relaciones en la Corte, lo cual llegado el caso podría resultar de gran importancia, además de su experiencia parlamentaria. Urquijo se presentó a las elecciones por el distrito de Valmaseda, feudo de los chavarristas, encuadrado en la Unión Liberal. Las elecciones provinciales de 1905 estuvieron plagadas de irregularidades electorales (compra de votos, ruptura de urnas, amenazas a los interventores de los adversarios políticos, etc.), lo que no constituyó ninguna novedad. Adolfo Gabriel de Urquijo fue elegido diputado provincial y luego, por aclamación, presidente de la Diputación provincial de Vizcaya. Asiste a las conferencias de las tres Diputaciones celebradas en Bilbao, Vitoria y San Sebastián entre 1905 y 1907. Durante su mandato se creó la Liga Foral que consiguió la renovación del Concierto, para lo que demostró una gran capacidad. En mayo de 1907 cesó como presidente y publica La Verdad, su versión de su enfrentamiento electoral con Gandarias. Entre 1907 y 1909 repitió bienio en la Diputación, aunque se limitó a jugar un papel secundario, dejando todo el protagonismo a Luis Salazar Zubía, el nuevo presidente de la Diputación.

### Senador
Residió en San Sebastián haciendo de sus salones un refinado centro social donde brillaba como persona culta, muy enterada de los entresijos de la política y algo extravagante. En 1910 fue elegido senador por la provincia de Guipúzcoa bajo una candidatura católica e independiente. En aquellas elecciones, Plácido Allende Plágaro y Benigno Chávarri Salazar fueron a San Sebastián con la idea de arreglar una candidatura, fundamentalmente para disputar a Adolfo Urquijo el acta de senador, lo cual fue muy criticado por la prensa guipuzcoana, especialmente por el diario La Constancia. Este movimiento electoral no dio los frutos deseados y finalmente la Unión Liberal no se presentó a las elecciones al Senado en Guipúzcoa. Adolfo Urquijo fue elegido finalmente senador por Guipúzcoa por 96 votos, junto a sus otros dos compañeros de candidatura, el carlista José María Ampuero Jáuregui y el integrista Rafael Picavea Leguía. Su participación en los trabajos parlamentarios en el Senado fue muy escasa. En la mayoría de sus escasos discursos en el Senado tomó como eje la defensa del catolicismo y la crítica al ataque que sufría, en su opinión, desde el gobierno Canalejas. En San Sebastián, en octubre de ese mismo año 1910, presidió la manifestación católica contra la política del gobierno, pese a la resistencia de este, que ya la había prohibido en Bilbao a pesar de haberse levantado el estado de excepción —debido a la huelga minera— y que no había ningún problema legal para llevarla a cabo.

### Cultura Vasca
Adolfo Gabriel de Urquijo e Ybarra, además de licenciarse en Derecho en 1888, fue académico correspondiente de la Academia de la Historia. Al igual que su hermano Julio, sintió un gran interés por la cultura vasca. Durante su época como presidente de la Diputación vizcaína efectuó diversas gestiones para la creación de una Academia de la Lengua Vasca como puede apreciarse en la carta que Carmelo Echegaray dirigió a Serapio Múgica el 2 de abril de 1906 en la que puede leerse lo siguiente: El sábado estuve con Urquijo. Quería que yo le trace un bosquejo de Academia para presentarlo a las Diputaciones hermanas cuando se reúnan sus representantes en conferencia... Esta misma semana quisiera ya dejar ultimado el escrito que me encomendó nuestro celosísimo Presidente, que está conquistándose con justicia un gran nombre (en: Academia de la lengua vascongada: proposición presentada a la Excma. Diputación de Vizcaya por su presidente D. Adolfo Gabriel de Urquijo, RIEV, n.º 1). Entre sus aficiones se encontraban los estudios históricos relacionados con el País Vasco, especialmente los estudios genealógicos. 

### Ideología y relevancia social
Adolfo Urquijo Ybarra fue en lo político un liberal dinástico, conservador, católico, ferviente foralista, aunque no por ello dejó de estar estrechamente vinculado a la Corona, puesto que tuvo una relación de amistad con Alfonso XIII. A pesar de su carácter conservador, actuó en lo política como independiente, hasta que fruto de la escisión conservadora, en 1913, manifestó que su condición de independiente no le permitía manifestarse a favor de su amigo Maura, pero que al término de su ejercicio como senador se afiliaría al partido maurista, lo cual hizo en 1914. Esta declaración provocó no pocas críticas, las más furibundas desde el diario integrista La Constancia, finalmente Urquijo renunció públicamente a su acta de senador, lo que significó su retirada de la política, aunque en su expediente de la Alta Cámara no aparece reflejada dicha renuncia. Fue socio de la Liga Vizcaína de Productores, miembro de la Unión Liberal y en 1919 se integró en la Liga de Acción Monárquica. Le fue otorgado el título de mayordomo de semana por Alfonso XIII el 29 de julio de 1901, también fue caballero de la Orden de Montesa y de la Orden de Malta; fue nombrado conde pontificio de Urquijo el 22 de enero de 1907, por el papa Pío X, como premio a su calidad católica.

#### Últimos años
La utilización que los nacionalistas vascos hacen de la venida de Cambó en 1917 y su irrupción en la escena electoral vuelven a Adolfo Urquijo, a partir de estas fechas, receloso hacia todo lo que apuntara en ese sentido. En 1919, al constituirse la Liga de Acción Monárquica destinada a combatir al nacionalismo vasco, ingresó en la misma. Laffitte nos cuenta (1936) que durante la dictadura de Primo de Rivera estuvo a punto de ser alcalde de San Sebastián, cargo que hubiera vestido maravillosamente, pero hombre digno y enérgico, no transigió con condiciones que entendía mermaban su autoridad y declinó tal honor. Adolfo Gabriel de Urquijo e Ybarra falleció en San Sebastián el 3 de abril de 1933, debido a una afección en la vena aorta, en su casa del barrio donostiarra de Ategorrieta, en compañía de sus familiares.

### Obras
Fruto de su labor intelectual publicó cuatro obras. La primera fue un folleto titulado Miqueletes, Forales y Miñones del M.N. y M.L Señorío de Vizcaya, publicado en Bilbao, en el año 1907. Su segundo trabajo fue titulado Mis manifestaciones como Presidente de la Diputación de Vizcaya, publicada en 1916, que recoge su legado como presidente de la Diputación vizcaína. Su tercera obra la tituló Más noticias genealógicas, publicada en 1927, donde, a petición de Antonio Ybarra —familiar suyo de la rama sevillana de los Ybarra—, elaboró una reconstrucción familiar de su linaje, el de los Ybarra. La última obra que escribió la tituló Casas y linajes de Echave y de Laurcain, sin lugar a dudas la más ambiciosa de Urquijo, consta de dos volúmenes que fueron publicados en 1928 y 1932. El objeto de esta investigación fue buscar los orígenes guipuzcoanos de su amigo José Antonio de Orueta y Pérez de Nenín y demostrar si existía algún lazo de parentesco entre este político de su tiempo y el pintor guipuzcoano Baltasar de Echave (1548-1620), conocido en la historia del fuerismo vasco por sus teorías vascoiberistas sobre el origen del euskera.